# Yeóryios Roubánis
Yeóryios Roubánis (parfois Georgios Roubanis) (en grec moderne : Γεώργιος Ρουμπάνης), né le 15 août 1929 à Tripoli et mort le 11 février 2025 à Athènes, est un athlète grec spécialiste du saut à la perche.

## Biographie

### Carrière
Yeóryios Roubánis a fini deuxième de sa spécialité lors des Jeux méditerranéens de 1955.
Il a gagné une médaille de bronze en saut à la perche aux Jeux olympiques de Melbourne en 1956. Il avait d'ailleurs été porte-drapeau de la délégation grecque à  l'ouverture de ces Jeux.
Il arrêta l’athlétisme en 1961.

### Palmarès
| Date | Compétition     | Lieu      | Résultat | Performance |
| ---- | --------------- | --------- | -------- | ----------- |
| 1956 | Jeux olympiques | Melbourne | 3e       | 4,50 m      |